# Lipówka (dopływ Pasłęki)
Lipówka (też Rogicki Potok, niem. Regitter Fliess) – struga w powiecie braniewskim o długości 15,63 km i powierzchni zlewni 31,27 km², prawy dopływ Pasłęki.

## Historia i przebieg strugi Lipówka
Struga Lipówka bierze swój początek w lesie na północ od miejscowości Lipowina. Następnie przepływa w pobliżu lub przez miejscowości: Zakrzewiec, Świętochowo, Rogity i Braniewo. Ujście strugi do rzeki Pasłęki znajduje się w Braniewie w pobliżu ul. Kościuszki, naprzeciwko stadionu Miejskiego Ośrodka Sportu „Zatoka”.
W 1341 biskup Herman z Pragi na prawym brzegu Pasłęki, w pobliżu ujścia do niej niewielkiej strugi Lipówka, lokował Nowe Miasto Braniewo. Nowe Miasto Braniewo (Neustadt Braunsberg) nie posiadało murów obronnych jak Stare Miasto, taką obronną rolę od południa spełniała rzeka Pasłęka, a od wschodu i północy zapewniać miała drewniana palisada z dwiema wieżami obronnymi. Za palisadą wykopano fosę i napełniono ją wodą z Lipówki, co widoczne jest na planie Nowego Miasta z 1626 roku wykonanym przez Heinricha Thome, kartografa w służbie króla szwedzkiego. Ten sztucznie wykonany przekop ostatniego odcinka strugi wpadającej do Pasłęki zachował się do współczesności jako właściwe ujście tego cieku wodnego.
Wody Lipówki miasto wykorzystywało nie tylko do funkcji obronnych, lecz także, a raczej przede wszystkim w celach spożywczych i gospodarczych. Ze strumienia do publicznych studni Nowego Miasta ułożono 4 odchodzące rury wodociągowe. Taki system zaopatrywania rozwijającego się miasta w wodę stał się z czasem niewydolny, jednak dopiero w końcu XIX w., w lutym 1897, za czasów urzędowania burmistrza Heinricha Sydatha, zbudowano miejski zakład wodociągowy z wieżą ciśnień przy obecnej ul. Szkolnej. Wodociąg miejski zasilany był przez pewien czas dalej z przepływającej tuż obok wieży ciśnień strugi Lipówki, zanim w latach 20. XX w. rozpoczęto wydobywanie wody lepszej jakości z odwiertów głębinowych.
Ponadto od czasów średniowiecza w miejscowości Rogity na strudze Lipówka działał młyn. Budynek młyński, już bez urządzeń hydrotechnicznych, stoi do dziś, funkcjonując jako dom mieszkalny. Zarys przebiegu kanału młyńskiego pozostał czytelny w terenie.
3 listopada 2022 w Rogitach w pobliżu lokalizacji średniowiecznego młyna oraz jazu na Lipówce został odtworzony i udostępniony zrewitalizowany historyczny park. Na jego terenie wykonano utwardzone alejki, postawiono wiatę z grillem obok niej, ławki oraz stojaki na rowery.

## Galeria zdjęć

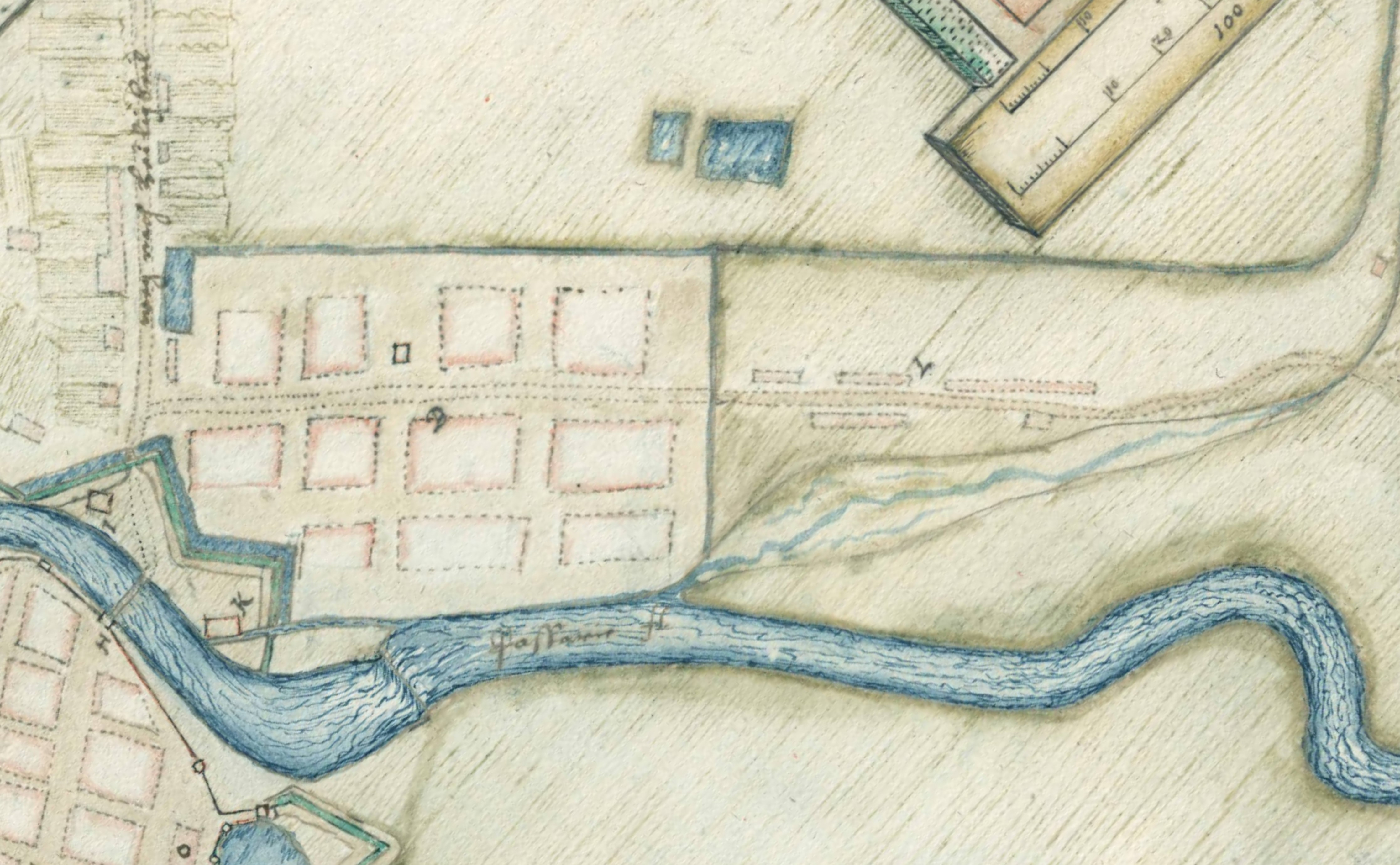
Heinrich Thome 1626. Pierwotny bieg Lipówki i kanał wokół Nowego Miasta
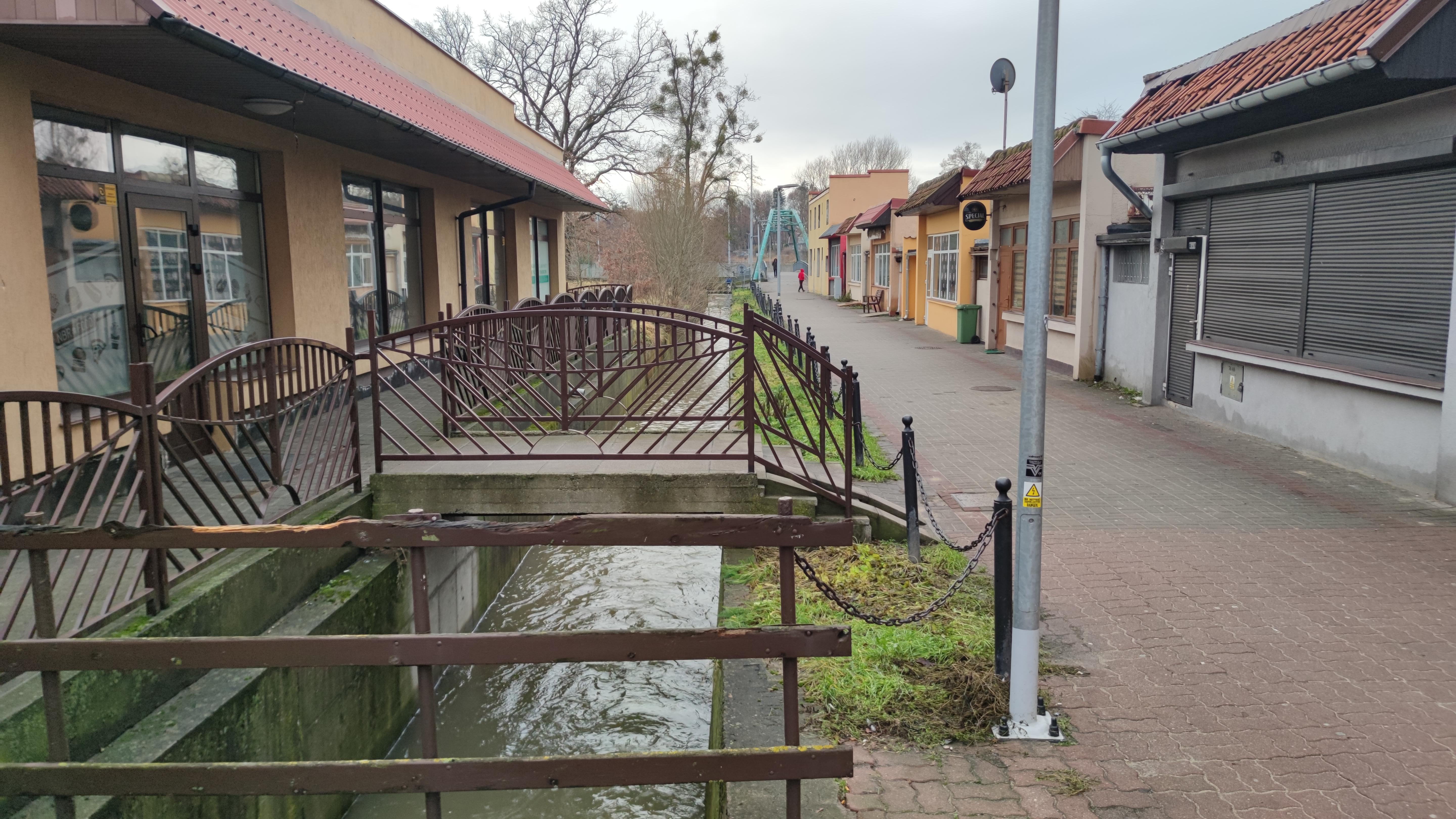
Lipówka w kierunku ujścia do Pasłęki
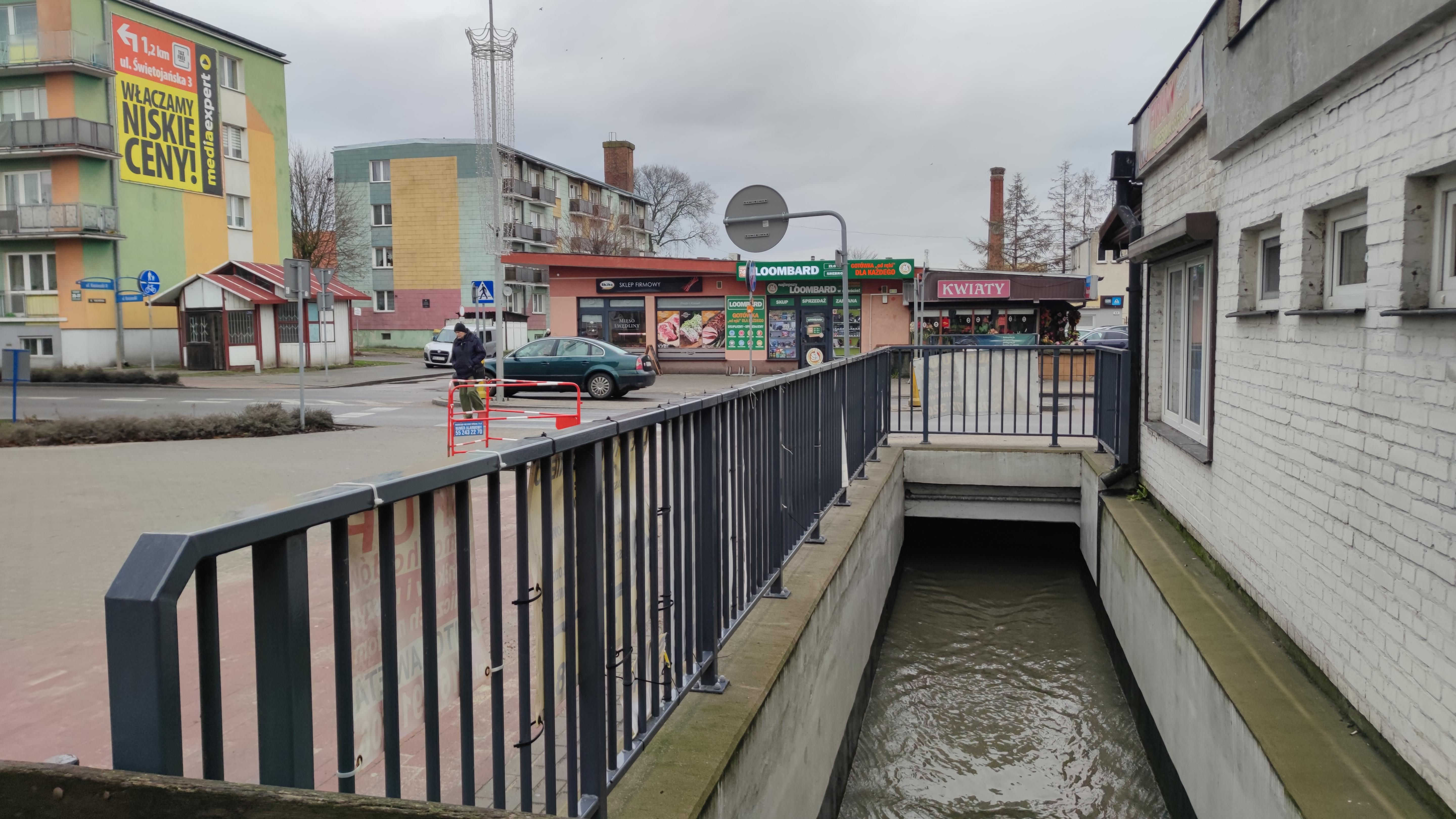
pod ul. Kościuszki
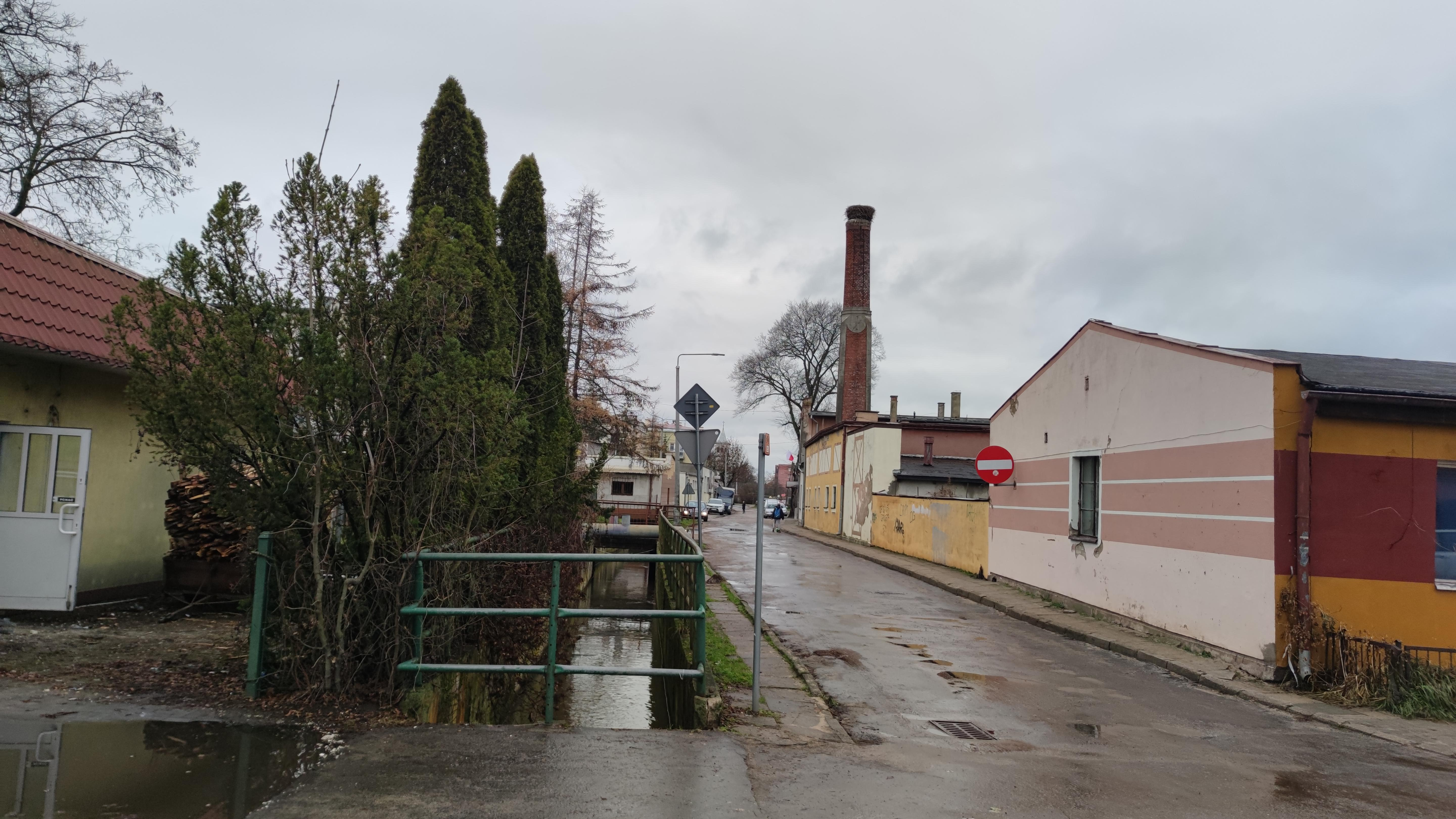
wzdłuż ul. Rzemieślniczej
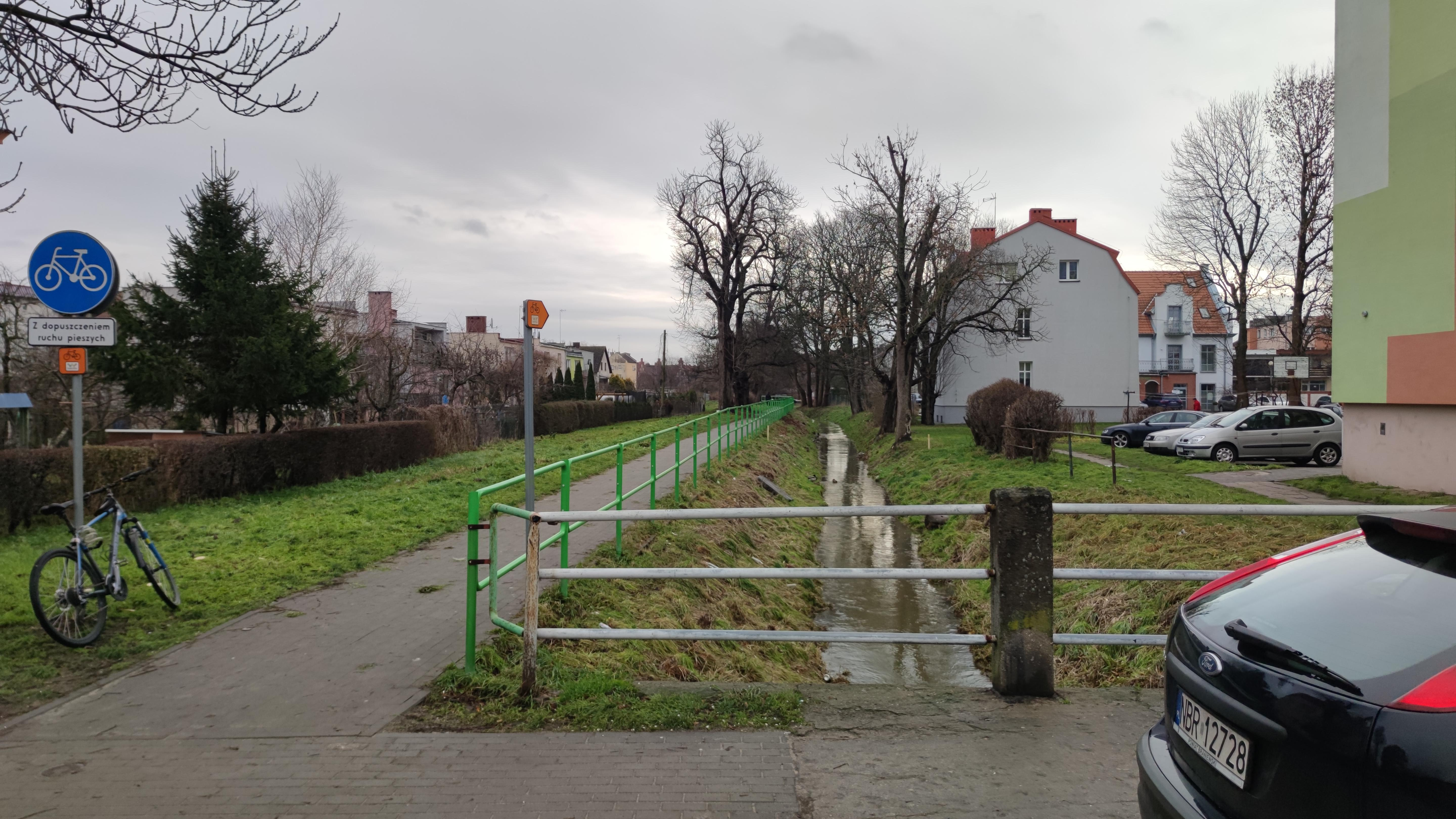
wzdłuż ul. Mokrej
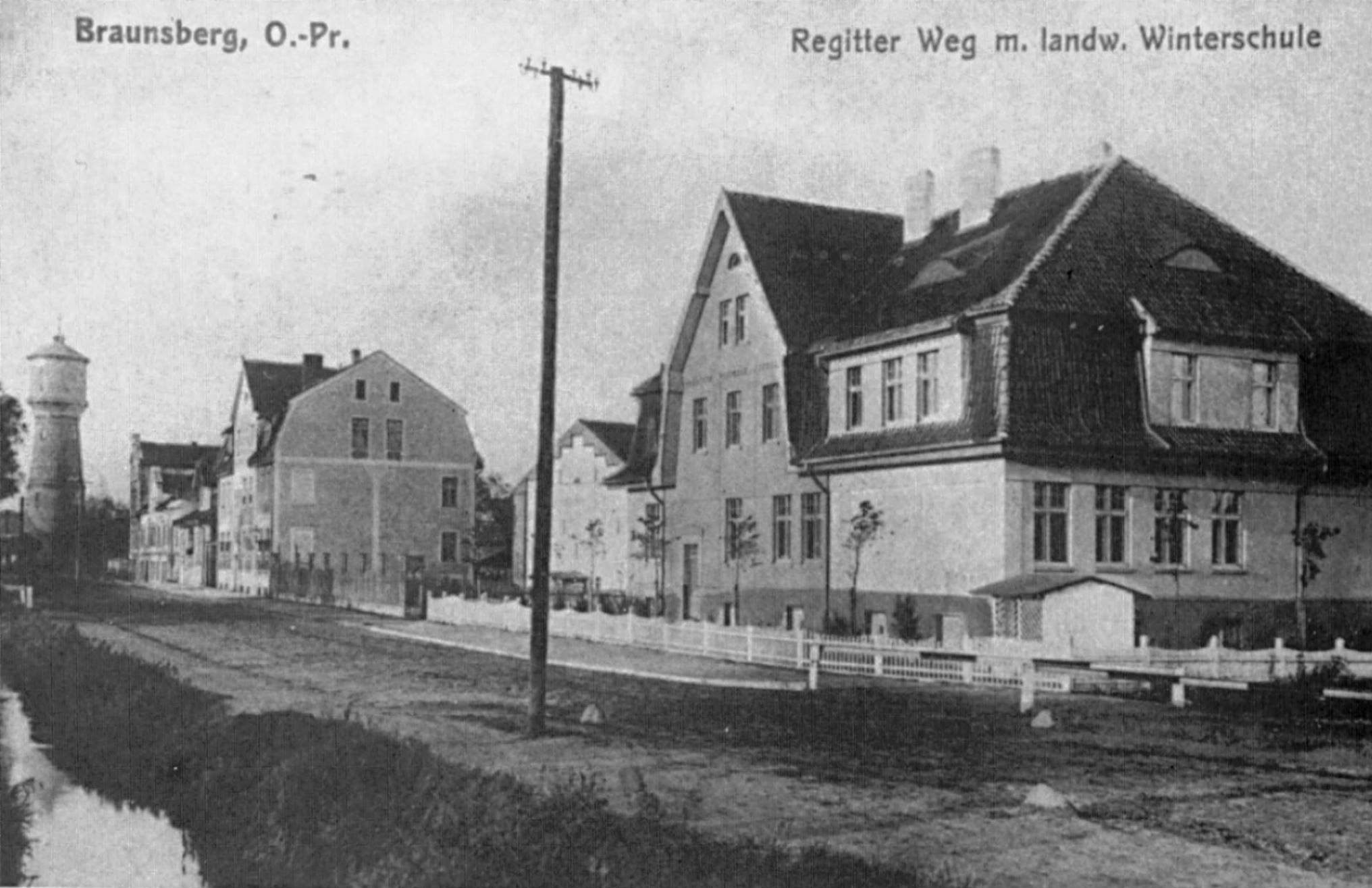
Lipówka po lewej, po prawej Szkoła Rolnicza
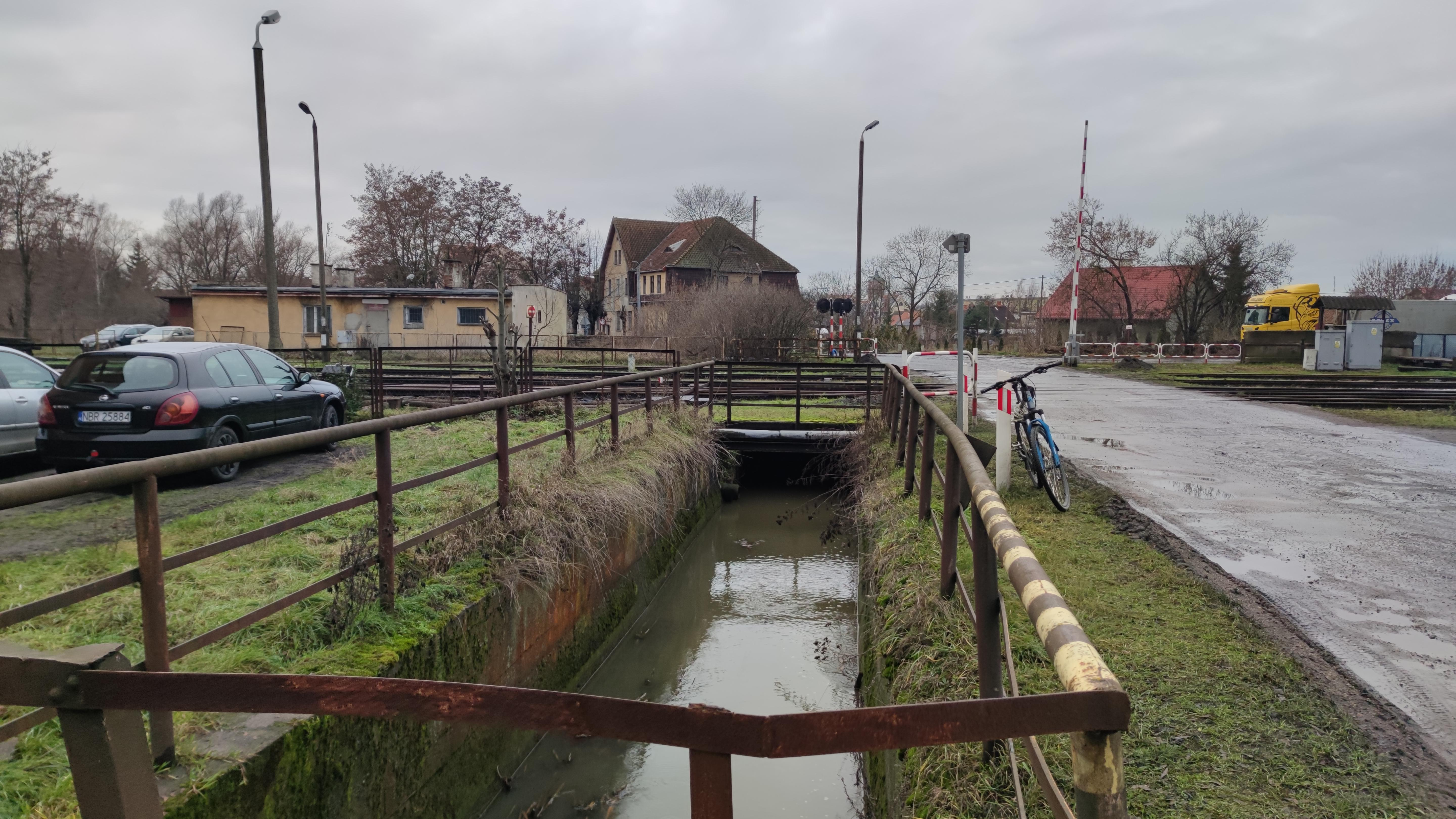
pod torami kolejowymi (ul. Błotna)
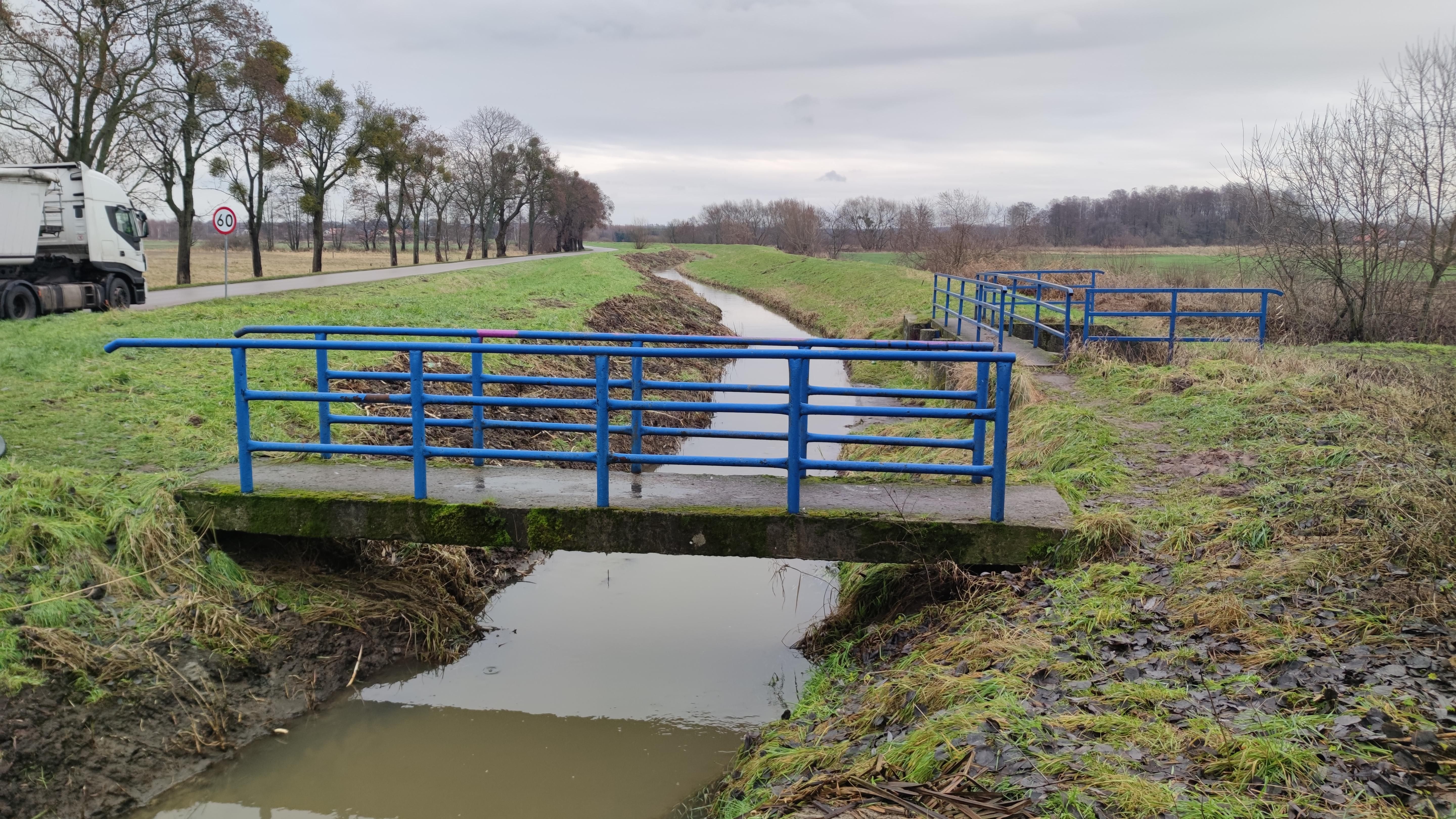
droga do Rogit – struga położona wyżej niż pola
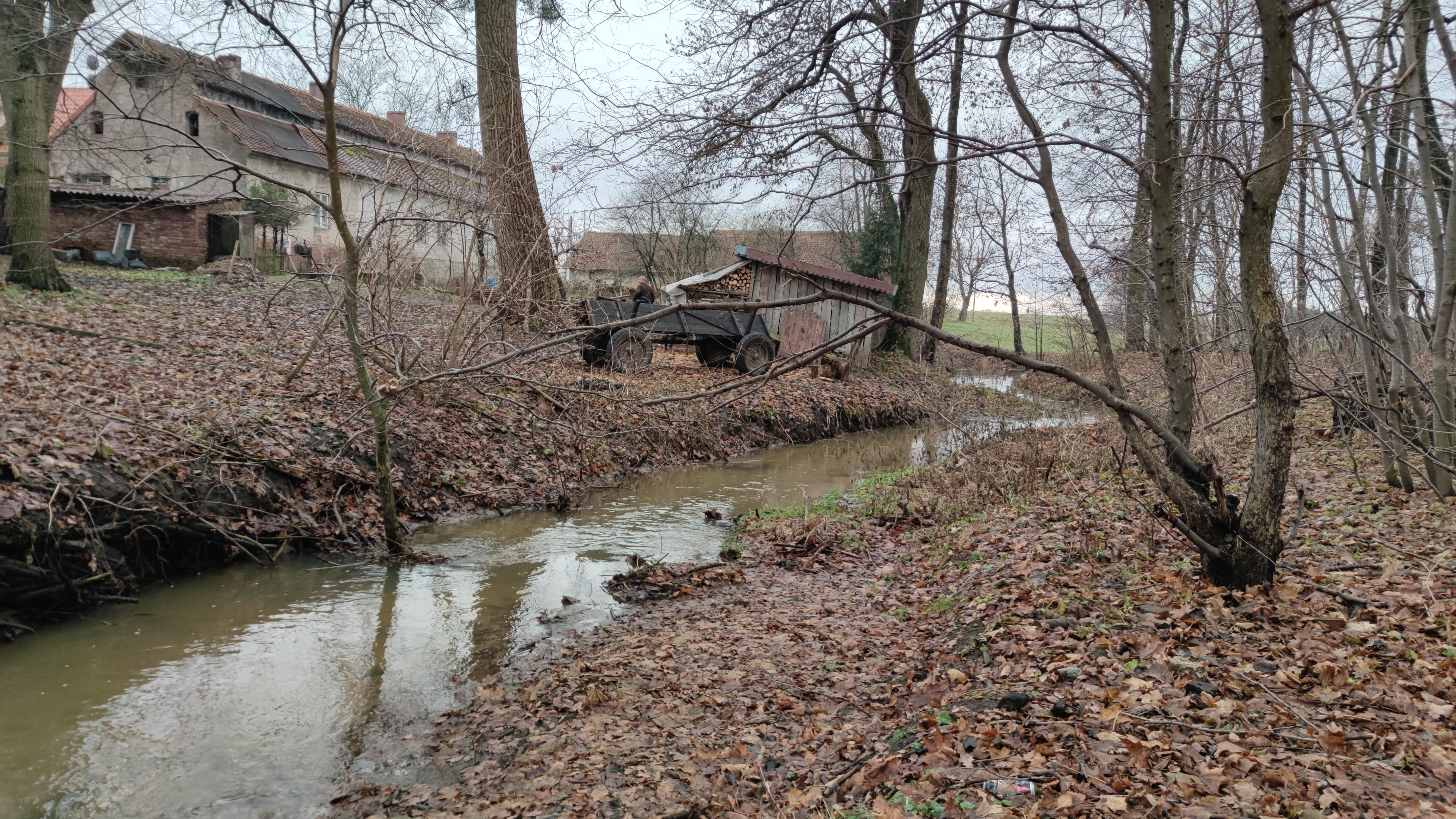
Lipówka w Rogitach
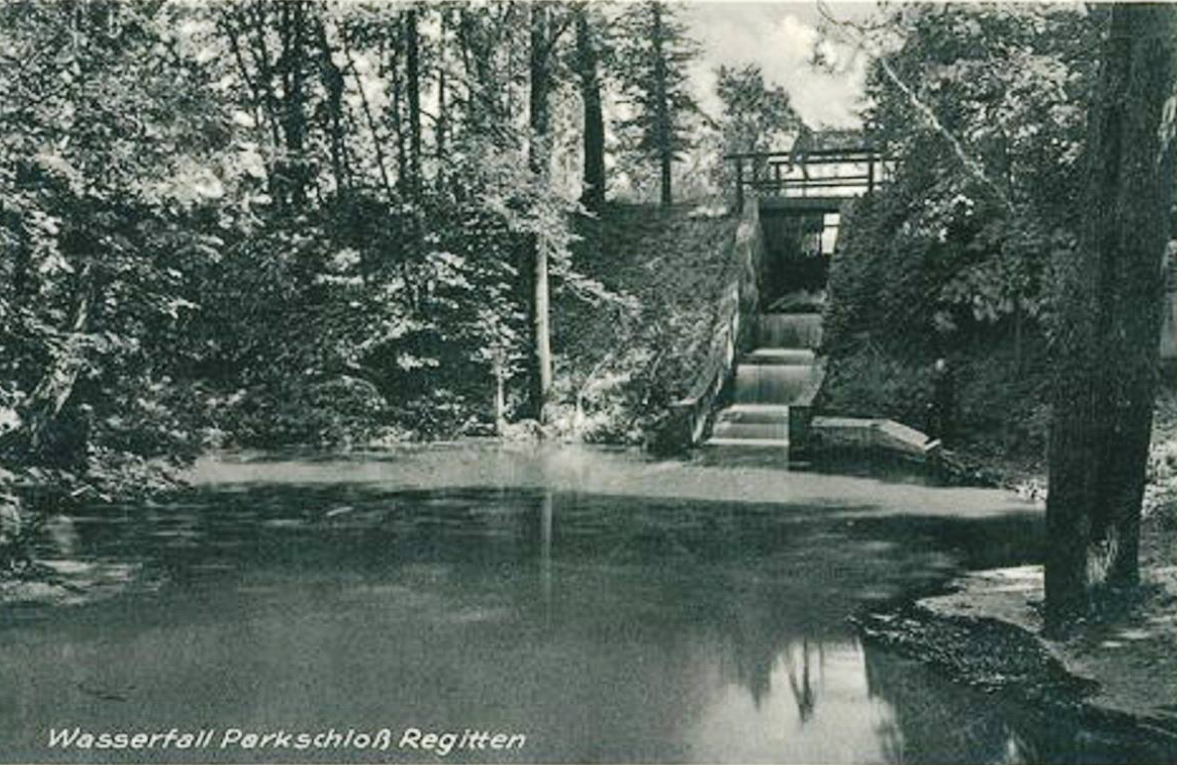
wodospad w Rogitach na przedwojennej fotografii
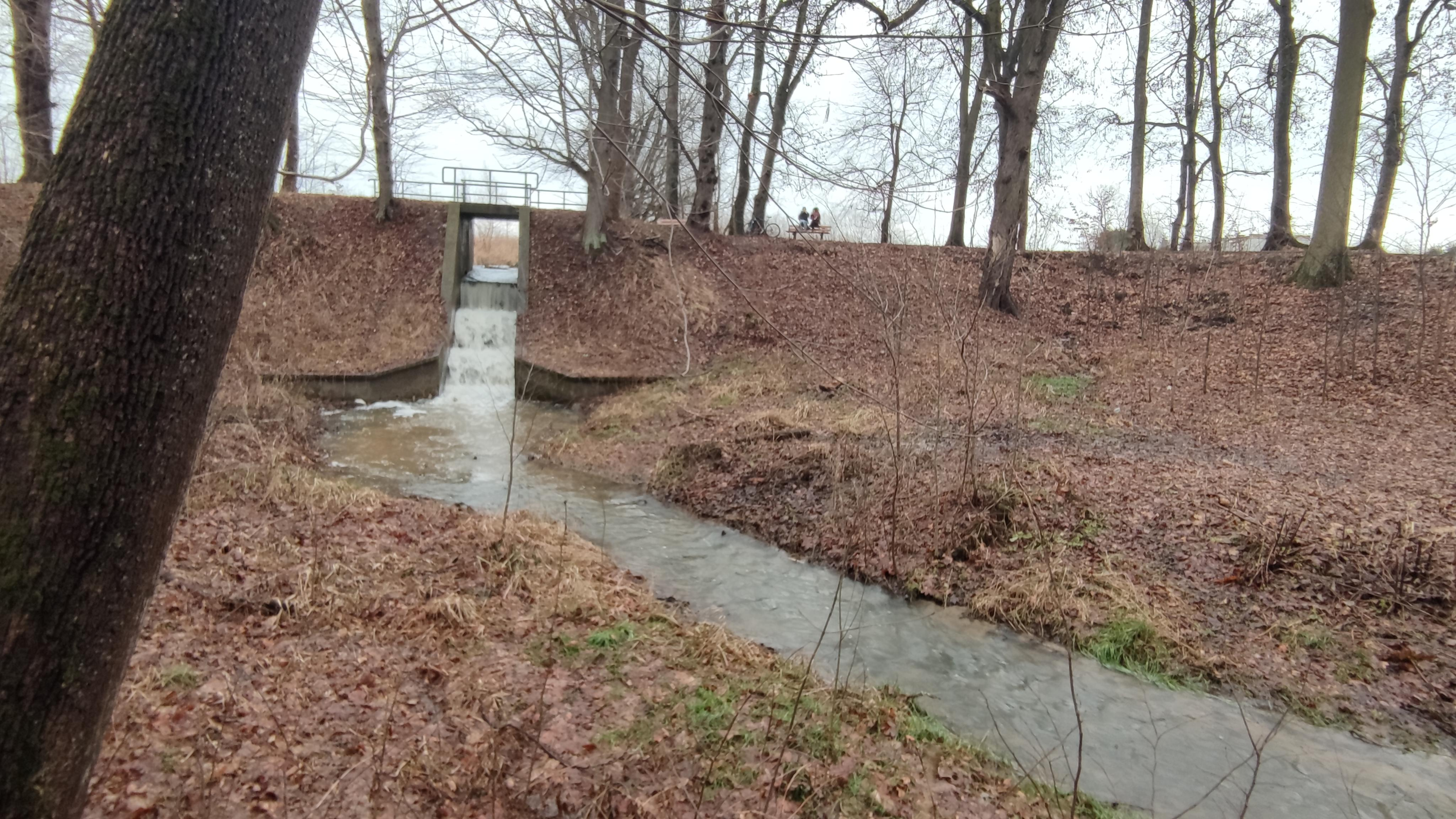
ten sam wodosopad współcześnie
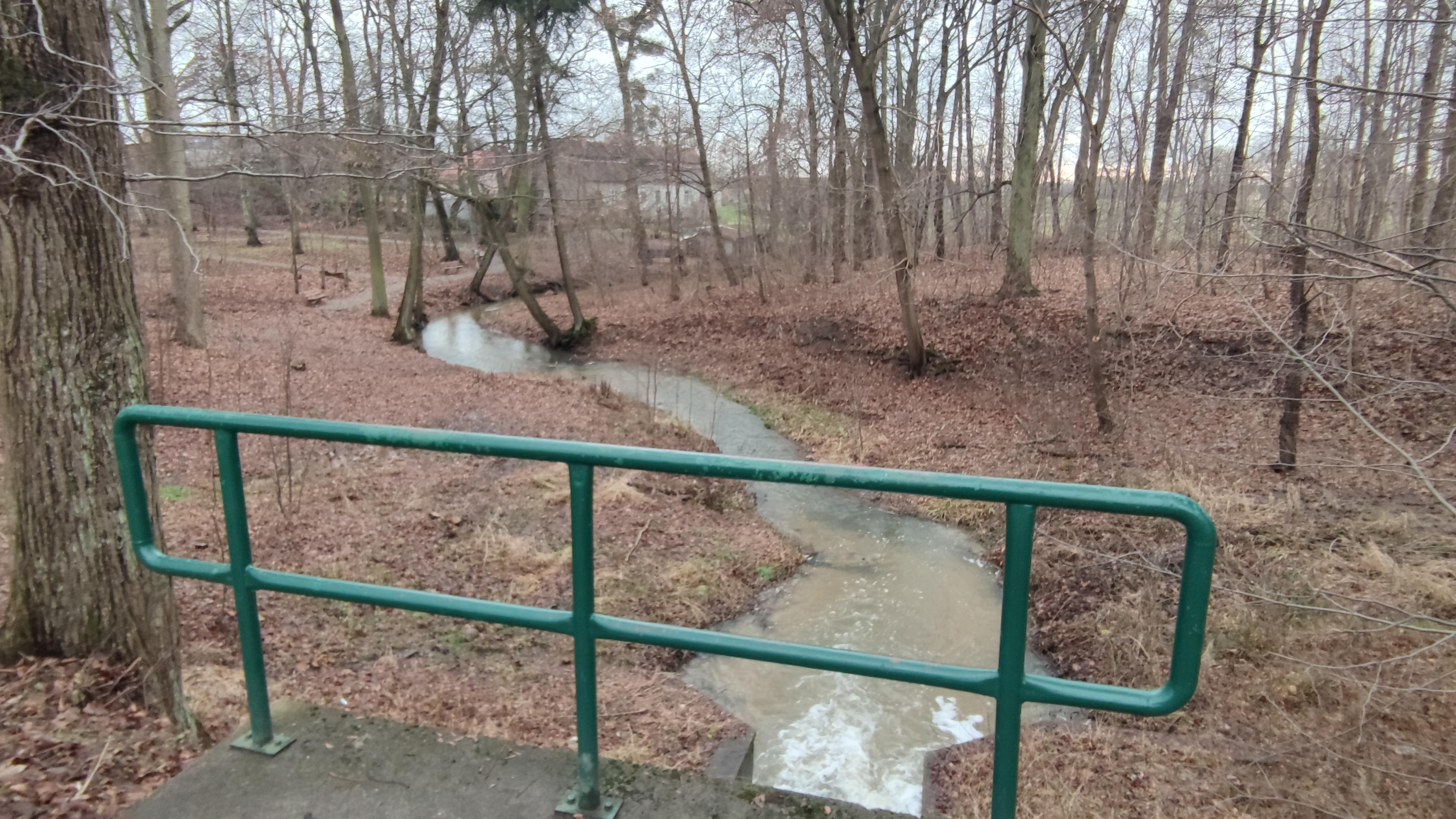
widok z jazu
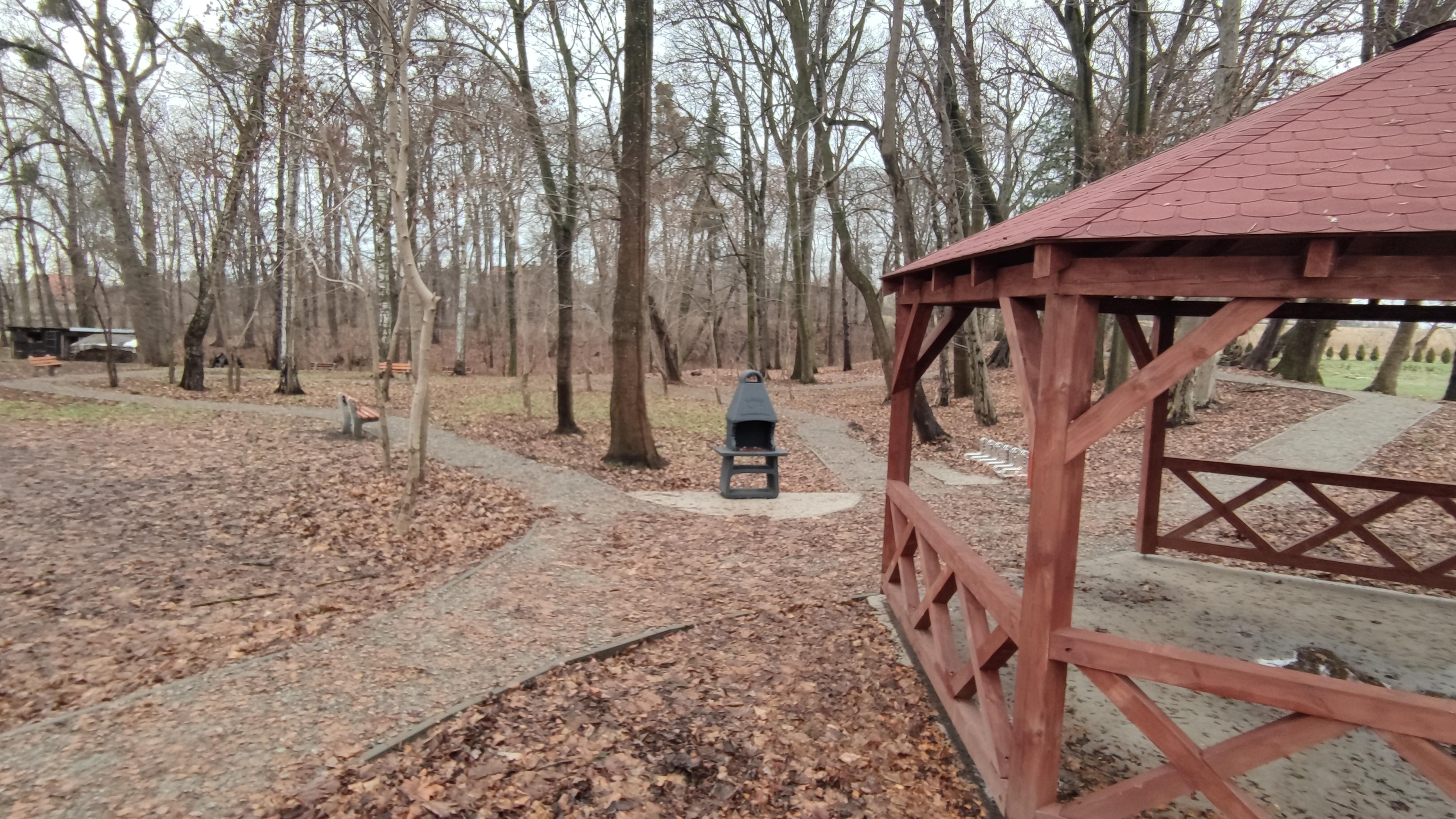
zrewitalizowany park przy Lipówce
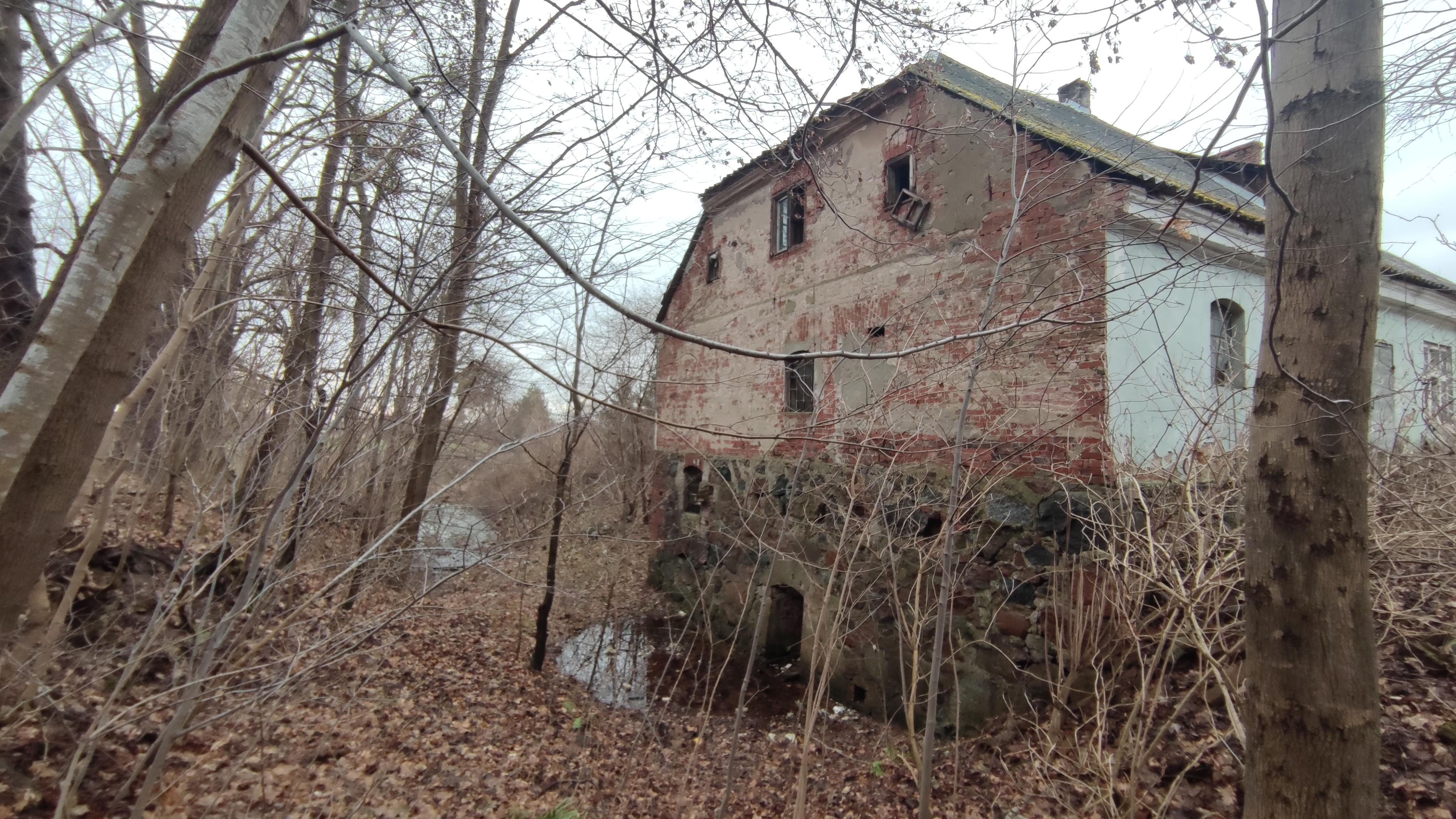
były młyn w Rogitach
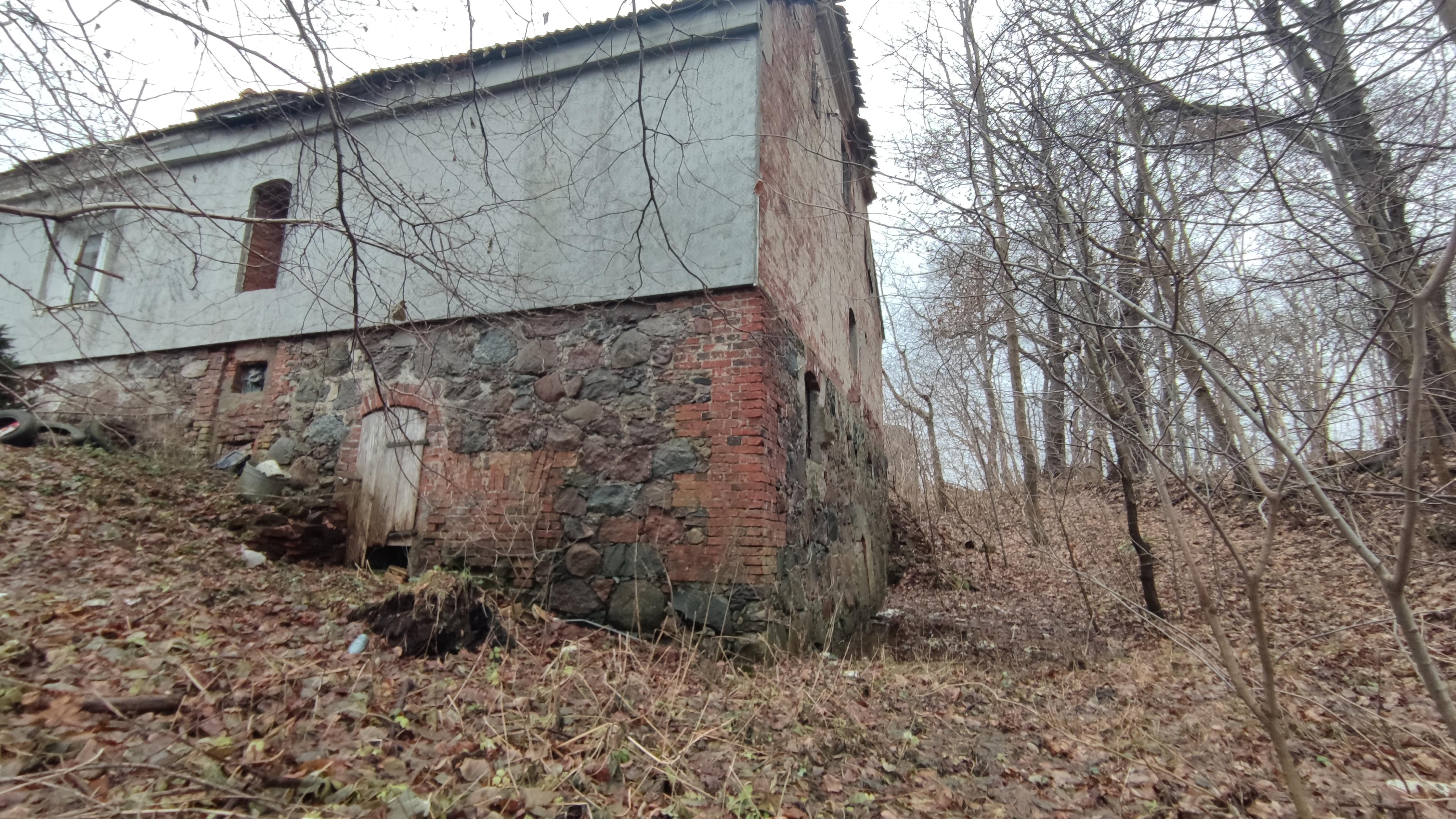
młyn – widok z dołu